# Torpedo...Los!
Torpedo...Los! ou Torpedo...LOS! est une peinture de Roy Lichtenstein réalisée en 1963. Lorsqu’elle est vendue pour la dernière fois en 1989, le New York Times décrit l’œuvre comme une image de bande dessinée d’une guerre maritime. Elle détient alors le record du prix de vente aux enchères le plus élevé pour une œuvre de Lichtenstein.
Comme beaucoup d'œuvres de Roy Lichtenstein, son titre vient du Phylactère dans la peinture. L'œuvre fait partie de la deuxième exposition personnelle de Roy Lichtenstein. L'œuvre joue sur la relation entre l'arrière-plan et le premier plan et sur le thème de la visibilité qui apparaît dans de nombreuses œuvres de Roy Lichtenstein.

## Historique
L'image d'origine est le dessin de Jack Abel dans la bande desinée écrite par  Bob Haney Battle of the Ghost Ships ?, dans le numéro 71 de Our Fighting Forces (octobre 1962) de DC Comics, bien que le contenu de la bulle soit différent,,. Selon le site Internet de la Fondation Lichtenstein, Torpedo...Los! fait partie de la deuxième exposition personnelle de Roy Lichtenstein à la galerie Leo Castelli du 28 septembre au 24 octobre 1963, qui expose Drowning Girl, Baseball Manager (en), In the Car, Conversation, et Whaam!,. Les documents de promotion de l'exposition comprenne l'œuvre lithographique, Crak!,.
Le 7 novembre 1989, Torpedo...Los ! est vendue chez Christie's pour 5,5 millions de dollars (13,5 millions de dollars américains en 2023) au marchand zurichois Thomas Ammann, ce qui constitue un record pour une œuvre de Roy Lichtenstein. La vente a été décrite comme le « point culminant » d'une nuit au cours de laquelle Christie's a réalisé plus du double des prix de vente totaux de toutes les autres ventes aux enchères d'art contemporain jusqu'à cette date. La vendeuse de l'œuvre est Beatrice C. Mayer, veuve de Robert B. Mayer, fondateur et membre du conseil d'administration du Musée d'art contemporain de Chicago,.

## Description
Mesurant 172,1 centimètres sur 203,8 centimètres, Torpedo...Los! est une peinture à l'huile sur toile. En agrandissant le visage du capitaine par rapport à l'ensemble, Roy Lichtenstein le rend plus proéminent que dans l’œuvre d'origine. Il a conservé la « maladresse » de la planche originale dans la façon dont le personnage secondaire est présenté et a remplacé le dialogue par un « ordre énigmatique » beaucoup plus court. Il a déplacé la cicatrice du capitaine de son nez à sa joue et l'a fait paraître plus agressif en le représentant avec la bouche grande ouverte, choisissant également de laisser ouvert l'œil qui ne regardait pas à travers le périscope. Il a également donné l'impression que le navire était plus sophistiqué sur le plan technologique grâce à divers changements.
Cette œuvre illustre le thème de la vue chez Roy Lichtenstein. Roy Lichtenstein utilise un « dispositif de visualisation mécanique » pour présenter sa représentation de la vision techniquement assistée,. Le dispositif mécanique représenté, un périscope dans ce cas, force la vision dans un format monoculaire. Dans certaines de ses œuvres comme celle-ci, la monocularité est un thème fort qui est directement incarné, même si ce n'est que par allusion. Michael Lobel (en) note que « ...son travail propose une tension dialectique entre les modes de vision monoculaire et binoculaire, une tension qui opère également au niveau du genre ». Cette œuvre est considérée comme l'une de celles dans lesquelles Lichtenstein a exagéré les effets sonores des bandes dessinées dans un style typique du pop art .

## Réception critique
Cette peinture illustre l'utilisation par Roy Lichtenstein du décalage entre l'arrière-plan et le premier plan, ainsi que des expressions familières ironiques dans les directives militaires . Bien que la plupart des représentations de guerre de Roy Lichtenstein illustrent des thèmes de guerre américains, cette œuvre dépeint « un capitaine de sous-marin allemand couvert de cicatrices à un poste de combat ». Le style de la représentation, avec le visage du commandant appuyé contre le périscope, reflète les liens avec l'art industriel des années 1920 et 1930. L'aspect ironique de cette œuvre de 1963 est en partie dû à son décalage temporel qui renvoie à la Seconde Guerre mondiale pendant la période beaucoup plus tardive de la guerre froide. Le contenu de la bulle, en particulier les caractères de grande taille, s'ajoute aux autres éléments visuels traditionnels du tableau . Les modifications apportées par Lichtenstein renforcent le sentiment d'urgence de l'image, mais elles compensent également cette menace en formant une œuvre distincte . Un article paru dans Art Magazine en novembre 1963 indique qu'il s'agit de l'une des « peintures les plus amples et puissantes » de l'exposition de 1963 à la Castelli's Gallery .